# Turkiet i olympiska vinterspelen 1998
Turkiet deltog med en deltagare vid de olympiska vinterspelen 1998 i Nagano. Landets deltagare erövrade ingen medalj.